# Liste der Monuments historiques in Nandy
Die Liste der Monuments historiques in Nandy führt die Monuments historiques in der französischen Gemeinde Nandy auf.

## Liste der Bauwerke
| Bezeichnung     | Beschreibung | Standort | Kennzeichnung | Schutzstatus | Datum | Bild           |
| --------------- | ------------ | -------- | ------------- | ------------ | ----- | -------------- |
| Schloss         |              | (Lage)   | PA00087155    | Classé       | 1968  | weitere Bilder |
| Kirche St-Léger |              | (Lage)   | PA00087156    | Inscrit      | 1926  | weitere Bilder |

## Liste der Objekte
Zum Verständnis siehe: Kirchenausstattung
- Monuments historiques (Objekte) in Nandy in der Base Palissy des französischen Kultusministeriums